# Прапор Олександрійського району
Пра́пор Олександрі́йського райо́ну — затверджений рішенням № 81 V сесії Олександрійської районної ради XXIV скликання 25 грудня 2002 року.

## Опис
Прапор Олександрійського району є прямокутним полотнищем з співвідношенням сторін 2:3, що горизонтально розділене на дві рівні частини: синю та жовту. У верхньому древковому куті знаходиться жовтий трикутних з накладеним червоним лапчастим (козацьким) хрестом, що є також центральним елементом герба міста Олександрії. Нижня, жовта частина прапора вільна.
Автор — В. Кривенко.